# San José de las Lajas
San José de las Lajas es el mayor municipio en extensión y población y capital de la nueva provincia de Mayabeque en Cuba. Este término municipal abarca una zona ganadera e industrial de importancia nacional. Tiene una extensión territorial de 593 km². Limita al norte con la provincia Ciudad de La Habana y el municipio de Jaruco, al sur con Batabanó, Melena del Sur y Güines y al oeste con Bejucal y Quivicán.
La ciudad de San José, propiamente, tenía más de 42 000 habitantes en 2009. El municipio comprende además los poblados de San Antonio de las Vegas, Tapaste, Nazareno, Pedro Pi, Liberación, Valle del Perú y Zaragoza.

## Historia
En el centro del Corral San José de las Lajas, mercedado a Manuel Duarte el 15 de febrero de 1698, al levantarse una ermita en el camino de La Habana a Güines en el año 1778, se construyeron alrededor de éste algunas viviendas. En 1788, ya aumentaba la población del naciente caserío a unos 591 vecinos, se construyó un cementerio, y en 1805, la iglesia fue erigida en Tenecia de la Managua, bajo la advocación de San José. También se creó una oficina de administración de rentas, una de correos, la cual era costeada por el municipio de La Habana, y dos escuelas primarias, una para niños y otra para niñas.
La población y los establecimientos siguieron aumentando hasta que un acontecimiento importantísimo influyó poderosamente en el auge y desenvolvimiento de toda la comarca y fue el hecho de que en el año 1854, se terminó la construcción de la carretera de La Habana a San José.
El territorio fue escenario importante de la Guerra de Independencia de 1895-1898 encabezada por Máximo Gómez y Antonio Maceo, que llevaron a cabo la invasión a occidente. Entre las decenas de combates librados en el territorio de La Habana, donde España concentraba el grueso de sus fuerzas, se destaca el combate de Moralitos en febrero de 1896, el más grande y sangriento en La Habana, única vez donde Gómez y Maceo pelearon juntos en este territorio, para burlar un gran cerco de fuerzas enemigas. En ese lugar se erige actualmente un monumento. 
También los lajeros estuvieron presentes en la etapa de la Revolución de 1959 desde el Asalto al cuartel Moncada en 1953. Por la carretera central y ciudad de San José pasó el 8 de enero de 1959 la caravana de la Libertad con Fidel Castro al frente para entrar en la ciudad de La Habana. 
El popular estadio de béisbol de San José de las Lajas (sede de Los Huracanes de Mayabeque) lleva el nombre de Nelson Fernández, el combatiente más joven (solo 14 años) caído en los combates durante la invasión de Playa Girón en abril de 1961.

## Economía
La economía de San José es de carácter agroindustrial. En el sector agropecuario hay grandes potencialidades en la ganadería vacuna y la producción lechera. 
Es también una región de alto potencial industrial muy diversificado, particularmente en el eje alrededor de la Carretera Central y la Autopista Nacional con industrias de materiales de construcción (cerámica blanca, mezcla asfáltica y extracción de áridos), industria química (goma, vidrio y pintura), alimentaria (pastas), metalúrgica y electromecánica (Aluminio, cables eléctricos y telefónicos) y de bebidas y licores (nueva planta ronera).
San José es el principal centro económico e industrial de la nueva provincia de Mayabeque. Su producción mercantil se estima en 260 millones de pesos –CUP- en 2008, 28.8% de la correspondiente al territorio de esta provincia Mayabeque.

## Educación Superior, Ciencia y Salud
La Universidad Agraria de La Habana "Fructuoso Rodríguez Pérez" (UNAH) (antiguo ISCAH, Instituto Superior de Ciencias Agropecuarias de La Habana) se encuentra enclavada en este municipio y forma profesionales con énfasis en perfiles agrarios de Agronomía, Ingeniería Mecánica, Riego y Drenaje y Medicina Veterinaria, entre otras especialidades.

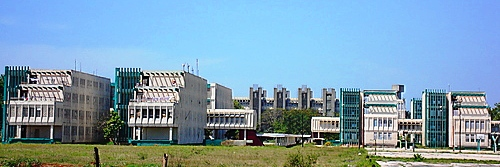
Universidad Agraria Fructuoso Rodríguez.

Grandes instalaciones en materia de investigaciones científicas agropecuarias son ubicadas en esta zona como el Centro Nacional de Sanidad Animal (CENSA), el Instituto de Ciencia Animal (ICA) y el Instituto Nacional de Ciencia Agrícola (INCA).
En el campo de la Salud, cuenta con un Hospital General además de los Policlínicos docentes que dan servicio a la comunidad.

## Deportes
El Equipo de Béisbol de la antigua provincia de La Habana (llamado también Vaqueros de La Habana) que tenía como sede principal el Estadio Nelson Fernández, obtuvo el campeonato nacional en la temporada 2008-2009 y se reconoce como el equipo con el mejor picheo de Cuba y con mayor aporte de lanzadores a la selección nacional. La Vuelta ciclística a Cuba transcurre cada año por este territorio con meta volante en San José.
Posee dos instalaciones deportivas importantes, el estadio de Béisbol Nelson Fernández y la Sala Polivalente.